# Venhuizen

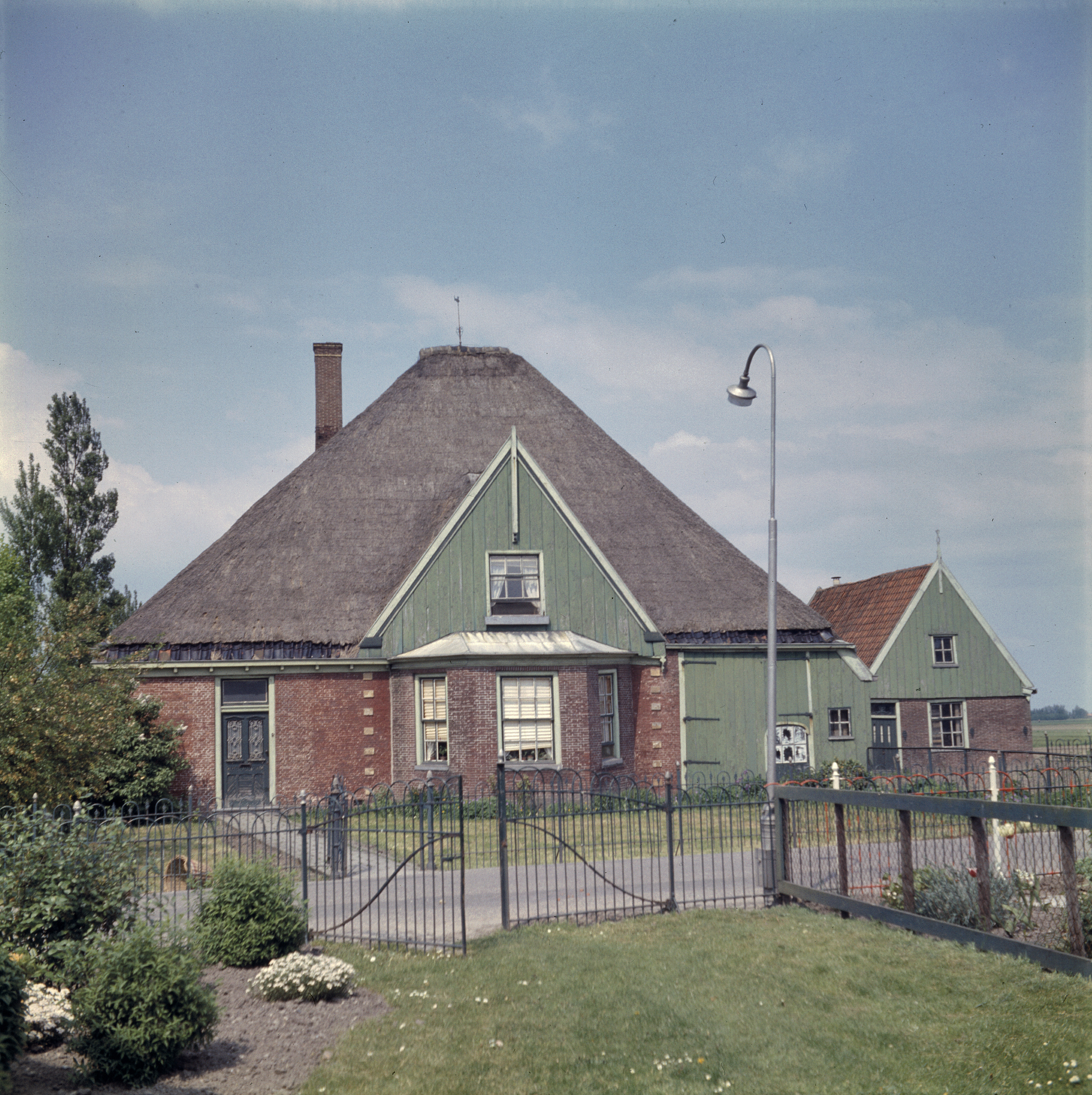

Venhuizen är en historisk kommun i provinsen Noord-Holland i Nederländerna. Kommunens totala area är 56,65 km² (där 21,40 km² är vatten) och invånarantalet är på 7 812 invånare (2004).